# Götuskeggjar
Götuskeggjar (del nórdico antiguo: hombres barbudos de Gøta) fue el más poderoso e influyente clan familiar en las Islas Feroe durante la Era vikinga en el siglo X. Su historia aparece principalmente en la saga Færeyinga.
El origen del clan se remonta los tiempos del reinado de Harald I de Noruega; según Íslendingabók tras un matrimonio concertado de Ólöf rauðs Þorsteinsdóttir (n. 886), hija de Thorstein el Rojo, en una escala en el archipiélago durante la diáspora de la abuela y matriarca Aud la Sabia y su séquito hacia Islandia.
Los miembros más destacados según la saga son Þorbjörn Götuskeggr de Gøta (Eysturoy) y su hijo Þrándur Þorbjörnsson.